# برترام كليمنتس
برترام كليمنتس (بالإنجليزية: Bertram Clements)‏ (1 ديسمبر 1913 بإنجلترا في المملكة المتحدة - 1 يوليو 2000) هو لاعب كرة قدم بريطاني في مركز الهجوم، شارك في الألعاب الأولمبية الصيفية 1936. وشارك مع منتخب المملكة المتحدة الوطني لكرة القدم. أما مع النوادي، فقد لعب مع Casuals F.C. ‏.

## وصلات خارجية
- برترام كليمنتس على موقع الاتحاد الدولي (مؤرشف)  (الإنجليزية)
- برترام كليمنتس على موقع عالم كرة القدم.نت (الإنجليزية)
- برترام كليمنتس على موقع أوليمبيديا (الإنجليزية)